# Olof Palmes internationella center
Olof Palmes internationella center (engelska: Olof Palme International Center), ofta kallat Palmecentret, är den svenska socialdemokratiska arbetarrörelsens gemensamma organisation för internationellt utvecklingssamarbete och opinionsbildning kring internationell solidaritet. 

## Historia
1978 bildades Arbetarrörelsens internationella centrum (AIC) av Socialdemokraterna (SAP), Kooperativa Förbundet (KF) och Landsorganisationen (LO). 1992 bytte det namn till Olof Palmes internationella centrum, samtidigt som Arbetarrörelsens Internationella Solidaritetsfond (kallad I-fonden, bildad i november 1979) och Arbetarrörelsens Fredsforum (bildad 1981) inlemmades.
Palmecentret har 27 medlemsorganisationer från svensk arbetarrörelse, bland annat det socialdemokratiska partiet (SAP), ABF, fackförbund inom LO, Hyresgästföreningen och Folkets Hus och Parker.
Palmecentret samlar, genom sina medlemsorganisationer, folkrörelser som jobbar socialt, fackligt och politiskt. Det har tre huvudområden: folkligt deltagande, fackligt samhällsarbete och partipolitiskt organiserande.

## Verksamhet
Palmecentret arbetar i Olof Palmes anda för demokrati, mänskliga rättigheter och fred. Det samarbetar med människor och organisationer världen över, bland annat i Burma, Palestina, Zimbabwe, Serbien och Namibia. Palmecentret arbetar för att ge makt åt människor att förändra sina samhällen och därmed sina egna liv. Kvinnor, ungdomar och aktiva på gräsrotsnivå är prioriterade målgrupper.
Centret har hand om det partiinriktade demokratistöd SAP får genom Sida. Genom det partiinriktade demokratistödet stödjer Socialdemokraterna och Palmecentret uppbyggnaden av socialdemokratiska systerpartier runt om i världen. Det görs både i länder som har svaga demokratiska system och i diktaturer. Samarbetet fokuserar på utbildning för partiernas ledningar och medlemmar, utveckling av organisationerna och erfarenhetsutbyte.
En viktig uppgift för Palmecentret är att sprida kunskap om och diskutera internationella frågor. Palmecentret vill stimulera debatten och anordnar seminarier och öppna möten där samarbetspartners, politiker, experter och debattörer medverkar. De ger också ut böcker och studiematerial.

### Projekt
Palmecentret bedriver drygt 200 utvecklingsprojekt i fler än 30 länder, bland annat i Burma, Sydafrika, Filippinerna och Bosnien och Hercegovina.

## Finansiering
Palmecentrets projekt finansieras till cirka 90 procent av Sida till 10 procent av insamling och av medlemsorganisationerna. Palmecentret är en av Sidas ramorganisationer. Medel för verksamheten samlas in till Arbetarrörelsens Internationella Solidaritetsfond, som finansierar delar av Palmecentrets verksamhet. 

## Medlemsorganisationer
Vid bildandet var 33 organisationer medlemmar i Palmecentret, men har sedan minskat till 27 organisationer. Minskningen beror dels på att exempelvis Riksbyggen, OKQ8 och Fonus valt att istället vara medlemmar i We Effect (tidigare Kooperation utan gränser) och dels på att några LO-förbund har gått samman.
- Arbetarnas bildningsförbund (ABF)
- Fastighetsanställdas förbund (Fastighets)
- Folkets Hus och Parker
- Föreningen arbetarrörelsens folkhögskolor
- GS – facket för skogs-, trä- och grafisk bransch
- Handelsanställdas förbund (Handels)
- HBT-socialdemokrater Sverige
- Hotell- och restaurangfacket
- Hyresgästföreningen
- Industrifacket Metall (IF Metall)
- Livsmedelsarbetareförbundet (Livs)
- Landsorganisationen i Sverige (LO)
- Socialdemokratiska studentförbundet (S-studenter)
- Seko – service- och kommunikationsfacket
- Socialdemokrater för tro och solidaritet
- Svenska byggnadsarbetareförbundet (Byggnads)
- Svenska elektrikerförbundet (Elektrikerna)
- Svenska kommunalarbetareförbundet (Kommunal)
- Svenska musikerförbundet
- Svenska målareförbundet
- Svenska pappersindustriarbetareförbundet (Pappers)
- Svenska transportarbetareförbundet (Transport)
- Sveriges socialdemokratiska arbetareparti (SAP, Socialdemokraterna)
- Sveriges socialdemokratiska kvinnoförbund (S-kvinnor)
- Sveriges socialdemokratiska ungdomsförbund (SSU)
- Unga örnar
- Verdandi

Källa: 

## Generalsekreterare
- Bengt Säve-Söderbergh (1978–1985)
- Margareta Grape-Lantz (1985–1994)
- Sven-Eric Söder (1994–1998)
- Carl Tham (1998–2002)
- Thomas Hammarberg (2002–2005)
- Viola Furubjelke (2005–2008)
- Jens Orback (2008–2017)
- Anna Sundström (2017–)

## Styrelsens ordförande
- Leif Blomberg (1992–1994)
- Sten Andersson (1994–1999)[3]
- Ingvar Carlsson (2001–2003)
- Lena Hjelm-Wallén (2004–2013)
- Wanja Lundby-Wedin (2013–2018)
- Marita Ulvskog (2018–2022)[4]
- Margot Wallström (2022– )[5]